# Herbizidresistente Sojabohne
Herbizidresistente Sojabohnen, umgangssprachlich auch „Gen-Soja“ genannt, sind gentechnisch veränderte Sojabohnen, die bisher eine kostengünstigere Unkrautbekämpfung ermöglichen. Die herbizidresistente Sojabohne ist die bisher wichtigste Anwendung der Grünen Gentechnik und wird vor allem in Nord- und Südamerika angebaut.

## Ökonomik
Herbizide, die der Ackerfrucht nicht schaden sind selten, sodass bei suboptimalen Herbiziden ein Trade-off zwischen dem Abtöten einer geringeren Masse von Unkräutern (bei Anwendung vor dem Austreiben der Ackerfrucht) und Schaden an der Ackerfrucht (bei Anwendung nach dem Austreiben) besteht. Beide Optionen implizieren mögliche Ertragsverluste. Die herbizidresistenten Sojabohnen sind gegen Glyphosat, ein Breitbandherbizid, resistent. So kann die Herbizidkontrolle unabhängig vom Wachstumsstand der Ackerfrucht erfolgen. Zusätzlich kann die Kombination Breitbandherbizid mit entsprechend resistenter Ackerfrucht Kosten senken, wenn weniger spezialisierte Herbizide eingespart werden.

## Weltweite Bedeutung
Die herbizidresistente Sojabohne wurde 1996 erstmals in den USA zugelassen. Sie ist die anbauflächenmäßig wichtigste Anwendung der grünen Gentechnik mit 52 % der weltweiten gv-Fläche. 2009 wurden 77 % der globalen Sojafläche mit transgener Sojabohne ausgesät. Die herbizidresistente Sojabohne wurde 2009 in den folgenden 11 Ländern angebaut (in Klammern Anteil der herbizidresistenten Sojabohne an der Sojafläche 2008): USA (>90 %), Argentinien (99 %), Brasilien (65 %), Kanada (63 %), Paraguay (95 %), Südafrika (80 %), Uruguay (100 %), Bolivien (63 %), Mexiko (8 %), Chile und Costa Rica.
In Brasilien wurde über Jahre hinweg illegaler Anbau betrieben, der seit dem Frühjahr 2005 durch ein Gesetz in rechtliche Bahnen gelenkt wurde. Am 10. Dezember 2009 erhielt die erste in Brasilien entwickelte herbizidresistente Sojabohne die Zulassung der brasilianischen Behörden. Die Vermarktung erfolgt zusammen mit Imidazolinon-Herbiziden (Markenname Cultivance). Großen Einfluss auf den Anbau von gentechnikfreier oder gentechnisch veränderter Soja haben die Abnehmer in der EU. Große Mengen der in Südamerika angebauten Soja werden als Futtermittel in die EU exportiert. Die Selbstversorgungsquote der EU durch eigenen Anbau liegt bei 2 %. Laut Rafael Cruz von Greenpeace Brasilien ist der starke Anstieg von Gv-Soja in Brasilien darauf zurückzuführen, dass die Europäer nicht bereit waren, deutlich mehr für gentechnikfreie Soja zu bezahlen. Die Bauern hätten aber mit Gv-Soja weniger Arbeit.
Rumänien baute bis 2006 auf über 100.000 Hektar herbizidresistente Sojabohne an, musste dies jedoch mit Eintritt in die EU im Januar 2007 aufgeben, da herbizidresistente Sojabohne in der EU nicht zum Anbau zugelassen ist. Als Lebens- und Futtermittel sind 3 Transgene Sojabohnen in der EU zugelassen.

## Auswirkungen der herbizidresistenten Sojabohne
Zusammenfassend lässt sich feststellen, dass die herbizidresistente Sojabohne Erträge und Kosten nicht signifikant verändert, im Bereich Herbizidverbrauch jedoch zu Einsparungen geführt hat. Positive Umwelteffekte ergeben sich bisher aus Zunahme der konservierenden Bodenbearbeitung und der Substitution von Herbiziden.

### Sozioökonomische Auswirkungen
In einer Studie von 1997 mit 1444 Beobachtungen aus 17 US-Bundesstaaten wurden leichte Einsparungen bei Herbizidanwendungen und leichte Ertragszuwächse beobachtet, jedoch keine statistisch signifikanten Steigerungen der Deckungsbeiträge. In einer anderen Studie wurde jedoch festgestellt, dass die Adoption von herbizidresistenter Sojabohne mit einer Steigerung des nicht-landwirtschaftlichen Einkommens von landwirtschaftlichen Betrieben einhergeht, da durch die vereinfachte Unkrautbekämpfung Zeit eingespart wird. Weitere Studien haben Kosteneinsparungen (ohne Saatgutkosten) zwischen 25 und 78 US$ pro Hektar gefunden, wobei die Technologie 15–17 $ pro Hektar kostet. Der Einsatz von Herbiziden bei der herbizidresistenten Sojabohne ist in den USA ca. 10 % niedriger als bei konventioneller Sojabohne.
In Kanada kam es gemäß einer Studie 1997–2004 zu Kostensenkungen von 47–89 C$ pro Hektar bei Saatgutprämien von 32–45 C$.
In Argentinien und Paraguay sind gemäß einer Studie Kosteneinsparungen von 24–30 US$ pro Hektar bei Technologieprämien von 3–4 $ zu verzeichnen, in Brasilien von 88 $.
Eine 2016 veröffentlichte Studie schätzte die Auswirkungen herbizidresistenter Sojabohnen auf Kosten und Gewinne landwirtschaftlicher Betriebe in mehreren Ländern (Rumänien, Argentinien, Brasilien, USA, Kanada, Paraguay, Uruguay, Südafrika, Mexiko und Bolivien). Demnach ergaben sich für Landwirte in erster Linie Kostensenkungen durch geringere Ausgaben für Herbizide. In einigen Ländern (Rumänien, Mexiko, Bolivien) verbesserten herbizidresistente Sojabohnen auch den Ertrag, da die Unkrautkontrolle verbessert wurde. Insbesondere in diesen Ländern stiegen die Gewinne der Landwirte an. Ein weiterer Effekt der herbizidresistenten Sojabohne ist eine Verkürzung der Anbauperdiode in Südamerika, wodurch Sojabohnen direkt nach Weizen in derselben Saison. Dieser Effekt hat insbesondere in Argentinien und Paraguay Landwirten zusätzliche Einkommen beschwert und die Sojaproduktion insgesamt erhöht. Insgesamt, so die Schätzung der Studie, hat die herbizidresistente Sojabohne landwirtschaftliche Einkommen um $5,2 Mrd. im Jahr 2014 erhöht, und $46,6 Mrd. seit 1996. 29 % dieses Einkommenszuwachses seien auf Ertragseffekte und die Verkürzung der Anbauperiode zurückzuführen, 71 % auf Kostensenkungen bei der Unkrautbekämpfung.
Eine 2014 veröffentlichte Studie des Economic Research Service bietet einen Überblick über die Auswirkungen in den USA, die sie aus Feldexperimenten und Befragungen mit Landwirten ableitete. Demnach ist es unklar, ob herbizidtolerante Sojabohnen die landwirtschaftlichen Gewinne erhöhen oder nicht. Daneben ziehen Landwirte einen nicht-monetären Nutzen aus einer vereinfachten Unkrautkontrolle, die ihnen auch mehr Freizeit oder andere Einkommensquellen ermöglichen kann.

### Umweltwirkungen
Positive Umweltwirkungen der Adoption herbizidresistenter Pflanzen wurden für folgende Punkte dargelegt: Glyphosat ist deutlich weniger toxisch und verursacht weniger Eutrophierung als die Herbizide, die es ersetzt. Zudem bewirkt der Rückgang von Pflugeinsatz und Feldoperationen Kraftstoffeinsparungen und eine Verringerung der Bodenerosion (Konservierende Bodenbearbeitung).
Seit 35 Jahren stehen Unkrautpopulationen unter einem Selektionsdruck durch Glyphosat. Mit der Einführung gentechnisch veränderter, herbizidresistenter Pflanzen nahm der Glyphosateinsatz in Ländern wie Argentinien, den USA und Brasilien jedoch stark zu, was den Selektionsdruck deutlich erhöhte. In den letzten Jahren verschärfte sich daher das Problem glyphosatresistenter Unkräuter und bewirkte gleichzeitig eine Veränderung im Unkrautspektrum. Die grundlegende Ursache ist die einseitige Nutzung von Glyphosat in der Unkrautbekämpfung. So ging die Diversität der eingesetzten Herbizide zurück. Auch ging der Einsatz des Pflugs zurück, ein traditionelles Mittel zur Unkrautkontrolle. Wissenschaftler sehen die Nachhaltigkeit des Glyphosateinsatzes hierdurch bedroht, und empfehlen eine größere Diversität in der Unkrautbekämpfung. So sollten neben Glyphosat auf andere Herbizide und andere Unkrautbekämpfungsmethoden als Herbizide zurückgegriffen werden. Es befinden sich bereits transgene Pflanzen mit Resistenzen gegen andere Herbizide als Glyphosat in Entwicklung.
Auskreuzung auf verwandte Wildarten ist nicht wahrscheinlicher oder problematischer als bei konventioneller Sojabohne, da die Glyphosatresistenz keinen Fitnessvorteil bietet. Auskreuzung ist bei der Sojabohne generell von geringer Bedeutung, da sie Selbstbestäuber ist. Es ist bisher nicht zu einer Auskreuzung der Glyphosatresistenz auf Unkräuter gekommen, vermutlich, weil es keine sexuell kompatiblen Arten in Sojaanbaugebieten gibt.